# Parfümieren (Kochen)
Unter Parfümieren versteht man in der Küche das dezente Aromatisieren von Speisen durch Alkohol, Kräuter oder Gewürze. Dabei kommt der Geschmacks- bzw. Aromageber nur in einer kleinen Menge vor und verändert weder Aussehen noch Textur wesentlich. Beispiele hierfür sind die Verwendung von Orangenblütenwasser, Vanille und Madeira.